# マスターズ・オブ・ホラー/悪夢の狂宴
『マスターズ・オブ・ホラー/悪夢の狂宴』（マスターズ・オブ・ホラー/あくむのきょうえん、原題：Due occhi diabolici / Two Evil Eyes）は、1990年に制作されたイタリア・アメリカ合衆国のホラー・スリラー映画。
エドガー・アラン・ポーの「ヴァルドマー事件の真相」（The Facts in the Case of Mr. Valdmar）と「黒猫」（The Black Cat）を、それぞれジョージ・A・ロメロとダリオ・アルジェント監督で映画化。トム・サヴィーニが特殊メイクを担当。日本では劇場未公開。

## あらすじ

### 第1話「ヴァルドマー事件の真相」
- 監督：ジョージ・A・ロメロ

余命いくばくもない大富豪ヴァルドマーの悪妻ジェシカは、元恋人で担当医のロバートと結託して彼の財産をそっくり頂こうと画策、ロバートはメトロノームを使った催眠術でヴァルドマーを意のままに操り、資産の名義変更の手続きを進める。
資産の名義変更には煩雑な手続きを本人のサインでクリアしていかなければならないのだが、それらが完了しないうちにヴァルドマーが急死してしまう。2人は手続きが完了するまで死亡日を遅らせようと、彼の遺体を地下室の冷凍庫に保管する。
だが、地下室からヴァルドマーの声が聞こえ始め、冷凍庫を開けてみると、コチコチに固まったヴァルドマーが「私は死んでいる」と話し出す。さらに彼は逼迫した様子で、「私は死後の世界と現世にまたがっている。“奴ら”は私を使ってこちら側へ来る気だ。手遅れになる前に起こしてくれ。」とロバートに懇願してくる。

### 第2話「黒猫」
- 監督：ダリオ・アルジェント

暴力的な写真を得意とするカメラマンのロデリックは、不気味な黒猫にまとわりつかれた末、思い余って黒猫と共に妻を殺してしまう。遺体の処理に困ったロデリックは、ある方法を思いつくのだが…。

## キャスト

### 第1話「ヴァルドマー事件の真相」
- ジェシカ・ヴァルドマー：エイドリアン・バーボー
- ロバート・ホフマン：レイミー・ゼダ
- アーネスト・ヴァルドマー：ビンゴ・オマリー
- スティーヴン・パイク：E・G・マーシャル
- ジェフ・ハウエル
- トム・アトキンス

### 第2話「黒猫」
- ロデリック・アッシャー：ハーヴェイ・カイテル
- アナベル：マデリーン・ポッター
- ルグラン刑事：ジョン・エイモス
- エレオノラ：サリー・カークランド
- ピム夫人：キム・ハンター
- クリスチャン：ホルター・フォード・グレアム
- ピム氏：マーティン・バルサム
- ベティ：ジュリー・ベンツ